# Carlo di Tocco
Carlo di Tocco (Tocco, XII secolo – 1207 circa) è stato un giurista e glossatore medievale italiano.

## Biografia
Carlo di Tocco fu giureconsulto siciliano, ma non si conosce precisamente la 
città dove nacque, probabilmente a Tocco vicino a Benevento, seppure  
la sua famiglia ebbe residenza in Palermo.
Ancor giovine fu mandato in Bologna a 
studiare la giurisprudenza, dove seguì  
lezioni di Dritto dai celebri giureconsulti, Piacentino, Ottone Papiense, Giovanni Cremonese e Giovanni Bassiamo. Si sa di lui 
che per la sua dottrina venne prediletto ed 
onorato del re Guglielmo II, il quale lo 
elesse Giudice della Regia Gran Corte della Vicaria di Napoli, e suo Assessore. La di 
lui opinione fu così importante fuori di Sicilia, 
che il Comentario sulle leggi longobarde venne pubblicato per le stampe insieme con quelli dei 
più celebri giureconsulti, Augustae Taurinorum 1537 e Venetiis 1606. Questo celebre giureconsulto vivea sino al 1207, come si rileva dal suo stesso Comentario.